# Liste des boissons produites en Région wallonne
Cet article rassemble quelques boissons produites en Région wallonne.

## Bières
Pils
- Jupiler
- Manneken Pils de la Brasserie Lefebvre
- Silly Pils de la Brasserie de Silly

 Bières trappistes
- Chimay
- Orval
- Rochefort

Bières d'abbaye reconnues
- Abbaye d'Aulne de la Brasserie du Val de Sambre
- Abbaye de Bonne-Espérance de la Brasserie La Binchoise
- Abbaye de Cambron de la Brasserie de Cambron
- Abbaye de Forest de la Brasserie de Silly
- Abbaye de Saint-Martin de la Brasserie de Brunehaut
- Floreffe de la Brasserie Lefebvre
- Ramée de la Brasserie du Bocq
- Saint Feuillien de la Brasserie St-Feuillien
- Val-Dieu de la Brasserie de l'Abbaye du Val-Dieu

Autres bières d'abbaye
- Abbaye de Gembloux de BeerFac[1] (anciennement de la Brasserie Lefebvre)
- Abbaye de la Thure de la Brasserie Brootcoorens
- Abbaye de Malonne de la Brasserie Lefebvre et de la Brasserie La Binchoise
- Abbaye de Oudkerken de la Brasserie Lefebvre
- Abbaye de Saint-Amand de la Brasserie de Brunehaut
- Abbaye des Rocs de la Brasserie de l'Abbaye des Rocs
- Abbaye d'Heylissem de la Brasserie du Val de Sambre
- Brogne de l'Abbaye de Brogne
- Corsendonk de la Brasserie du Bocq
- Merveilleuse de Chèvremont de la Brasserie de l'Abbaye du Val-Dieu
- Paix-Dieu de la Brasserie de l'Abbaye du Val-Dieu et de la Brasserie Caulier
- St Benoît de la Brasserie du Bocq

Bières blanches
- Blanche de Bruxelles de la Brasserie Lefebvre
- Blanche de Charleroi de la Brasserie du Val de Sambre
- Blanche de Namur de la Brasserie du Bocq
- Blanche des Saisis de la Brasserie ellezelloise
- Oxymore de la Brasserie Oxymore
- Troublette de la Brasserie Caracole

Autres bières
- Agrumbocq de la Brasserie du Bocq
- Angélus de la Brasserie Brootcoorens
- Appelbocq de la Brasserie du Bocq
- Barbãr de la Brasserie Lefebvre
- Bellevaux de la Brasserie de Bellevaux
- Bertinchamps de la Ferme-Brasserie de Bertinchamps
- Bière Darbyste de la Brasserie de Blaugies
- Bière du Mont Saint-Aubert de la Brasserie de Brunehaut
- Les Bières Saint-Jean
- Binchoise de la Brasserie La Binchoise
- Bocq Christmas de la Brasserie du Bocq
- Bons Vœux de la Brasserie Dupont
- Botteresse de la Brasserie La Botteresse
- La Brabançonne de la Brasserie du Brabant
- Brice de la Brasserie Grain d'Orge
- Brunehaut Bio de la Brasserie de Brunehaut
- Bush de la Brasserie Dubuisson
- La Canaille de la Brasserie Grain d'Orge
- Caracole de la Brasserie Caracole
- Chouffe de la Brasserie d'Achouffe
- Corne du Bois des Pendus de la Brasserie des Légendes
- Cuvée de Bouillon de la Brasserie de Bouillon
- Cuvée des Trolls de la Brasserie Dubuisson
- Deugniet de la Brasserie du Bocq
- Divine de la Brasserie de Silly
- Double Enghien de la Brasserie de Silly
- Ducassis de la Brasserie des Géants
- Durboyse de la Brasserie Lefebvre
- Elfique de la Brasserie Elfique
- Enghien Noël de la Brasserie de Silly
- Fantôme de la Brasserie Fantôme
- Floreffe de la Brasserie Lefebvre
- Forestinne
- Gauloise de la Brasserie du Bocq
- Gordon de la Brasserie John Martin à Genval
- Gouyasse de la Brasserie des Géants
- La Grelotte de la Brasserie Grain d'Orge
- Grisette de la Brasserie Saint-Feuillien
- Hercule de la Brasserie ellezelloise
- Hopus de la Brasserie Lefebvre
- La Houppe par la Brasserie L'Echasse
- Joup de la Brasserie Grain d'Orge
- Kopstoot de la Brasserie de Brunehaut
- Léon 1893 de la Brasserie Saint-Feuillien
- Liégeoise 1892 de la Brasserie La Botteresse
- Léopold 7 de la Brasserie de Marsinne
- Lupulus de la Brasserie Lupulus
- Mac Ben Scotch Ale de la Brasserie Saint-Feuillien
- Mac Chouffe de la Brasserie d'Achouffe
- Marckloff de la microbrasserie de la Ferme au Chêne
- Martin's de la Brasserie John Martin à Genval
- La Médiévale de la Brasserie de Bouillon
- Moinette de la Brasserie Dupont
- La Moneuse de la Brasserie de Blaugies
- Newton de la Brasserie Lefebvre
- Nostradamus de la Brasserie Caracole
- Pêche Mel Bush de la Brasserie Dubuisson
- Pink Killer de la Brasserie de Silly
- Quintine de la Brasserie ellezelloise
- Redbocq de la Brasserie du Bocq
- Rulles de la Brasserie de Rulles
- Saison des Chasses de la Brasserie de Bouillon
- Saison Dupont de la Brasserie Dupont
- Saison Régal de la Brasserie du Bocq
- Saison Silly de la Brasserie de Silly
- Saison Voisin de la Brasserie des Géants
- Saison 1900 de la Brasserie Lefebvre
- Saison 2000 de la Brasserie ellezelloise
- Saxo de la Brasserie Caracole
- Scotch Silly de la Brasserie de Silly
- Super 64 de la Brasserie de Silly
- La Sparsa de la Brasserie Sparsa
- Super des Fagnes de la Brasserie des Fagnes
- Sur-les-Bois de la Brasserie La Botteresse
- Titje de la Brasserie de Silly
- Tournay de la Brasserie de Cazeau
- Triple Moine de la Brasserie du Bocq
- Trouffette de la Brasserie Minne
- Ultra de la Brasserie d'Ecaussines
- Urchon de la Brasserie des Géants
- Waterloo de la Brasserie du Bocq

La Bobeline, la Ciney, la Maredsous et la Leffe sont brassées en Région flamande.

## Spiritueux
- Amer Gervin
- Elixir de Spa
- Extrait de Spa
- Eau de Villée
- Fleur de Franchimont
- Gemblue[1]
- Gratte-Cul
- Maitrank
- Peket
- Pipi d'abeille
- Zizi Coin Coin

## Whiskys
- Belgian Owl[2]
- Lambertus

## Vins
- AOC Côtes de Sambre et Meuse
- AOC Crémant de Wallonie
- Vins de pays des Jardins de Wallonie
- Vin de Liège

## Eaux minérales
- Bru (produite à Stoumont par Spadel)
- Chaudfontaine (produite à Chaudfontaine par Coca Cola)
- Duke
- Eaux du Val d'Aisne (produites à Érezée par Distrival)
- Spa (produite à Spa par Spadel)
- Valvert (produite à Etalle par Nestlé)
- Spontin (fermé depuis 2012)
- Saint Amand (produite à Philippeville par Villers Monopole)
- San Benedetto (produite à Genval-les-Eaux par Schweppes Belgium)
- Sty (produite à Mousty par SA Les eaux du Paradis)